# 瑞梅铁路
瑞梅铁路一条连接江西省瑞金市和广东省梅州市的铁路，起自赣龙铁路瑞金站，贯穿原中央苏区核心地带，经江西省瑞金市、会昌县、安远县、寻乌县和广东省梅州市的平远县、梅县区、梅江区等7个县区，接入漳龙铁路梅州站。正线全长240公里，全线设20个车站（含13个预留车站）。瑞梅铁路设计速度为160-200公里/小时，规划远景年输送能力为每天13对客车，货运量144万吨，总投资178.19亿元，建设工期4.5年。

## 历史
2006年，国家规划建设时速200公里的内陆出海干线铁路阜鹰汕铁路，鹰潭至梅州铁路是其中的重要组成部分。
2008年，阜鹰汕铁路被调整为国家中长期铁路网规划项目。
2013年10月，中国铁路总公司在北京组织召开鹰潭至梅州铁路调整预可研审查会，会议通过推荐走向方案：线路从沪昆铁路鹰潭站引出，与昌福铁路在抚州站交会，至广梅汕铁路扩能新双线的梅州西站止。
2016年2月，根据铁总整合鹰梅铁路与浦梅铁路两条并行线路的要求，原鹰梅铁路取消，新修建鹰潭-建宁-冠豸山铁路以及瑞金至梅州铁路。其中建宁至冠豸山段现分属于建化铁路、兴泉铁路和清冠铁路，并已于2021年9月30日建成通车。
2021年5月7日，瑞梅铁路环境影响评价第一次公示。11月17日，国家发展改革委批复瑞金至梅州铁路可行性研究报告。
2022年5月7日，环境影响报告书公示。8月2日，生态环境部批复瑞梅铁路环境影响报告书。9月，国铁集团和江西、广东省人民政府联合批复瑞梅铁路初步设计。9月30日，瑞梅铁路广东段正式开工建设。